# Irene Pelayo
Irene Pelayo (ur. 16 lutego 1980) – hiszpańska lekkoatletka specjalizująca się w biegach długodystansowych i przełajowych.
Srebrna medalistka mistrzostw Europy w klasyfikacji drużynowej maratonu z 2022 roku. Medalistka mistrzostw kraju i reprezentantka Hiszpanii w meczach międzypaństwowych w kategorii młodzieżowców. Wielokrotna finalistka seniorskich mistrzostw kraju na różnych dystansach.
W 2010 została dołączona do składu Hiszpanii na mistrzostwa Europy w przełajach w miejsce kontuzjowanej obrończyni tytułu – Rosy María Morató i zdobyła brązowy medal w drużynie.

## Osiągnięcia
| Rok  | Impreza                                   | Miejsce                | Konkurencja                   | Lokata      | Wynik   |
| ---- | ----------------------------------------- | ---------------------- | ----------------------------- | ----------- | ------- |
| 2006 | Mistrzostwa Europy w biegach przełajowych | San Giorgio su Legnano | bieg przełajowy na 8,03 km.   | 38. miejsce | 26:59   |
| 2008 | Mistrzostwa ibero-amerykańskie            | Iquique                | bieg na 3000 m z przeszkodami | –           | DNF     |
| 2010 | Mistrzostwa Europy w biegach przełajowych | Albufeira              | bieg przełajowy na 8,17 km.   | 34. miejsce | 28:47   |
| 2010 | Mistrzostwa Europy w biegach przełajowych | Albufeira              | drużyna seniorek              | 3. miejsce  |         |
| 2022 | Mistrzostwa Europy                        | Monachium              | maraton                       | 16. miejsce | 2:33:15 |
| 2022 | Mistrzostwa Europy                        | Monachium              | maraton drużynowo             | 2. miejsce  | 7:39:25 |

## Rekordy życiowe
- bieg na 3000 m z przeszkodami – 9:54,14 (23 czerwca 2006, Santander)
- maraton – 2:29:16 (5 grudnia 2021, Walencja)